# 小長啓一
小長 啓一（こなが けいいち、1930年12月12日 - ）は、日本の官僚、弁護士。
元通商産業事務次官。AOCホールディングス会長、同台経済懇話会代表幹事、経済産業調査会会長、東急元取締役。

## 来歴・人物
岡山県備前市生まれ。陸軍幼年学校を経て、旧制岡山県西大寺中学校（現・岡山県立西大寺高等学校）、旧制第六高等学校から新制岡山大学法文学部に進み、1953年に卒業。同期には吉永祐介（検事総長）、1年後輩に奥山雄材（郵政事務次官）がいた。
猛勉強の末に在学中に国家公務員上級職（法律職）試験と旧司法試験に合格していたが、「先の戦争は、日本が石油を押さえられて軍部が突っ走ったために起きた。今後、資源のない日本が世界で生き残っていくためには貿易立国しかない」という思いから、1953年通商産業省に入省した。入省同期に、豊島格（資源エネルギー庁長官、日本貿易振興機構理事長）、真野温（通産省基礎産業局長、住友電気工業顧問）、若杉和夫（通商産業審議官、石油資源開発顧問）、原田稔（高圧ガス保安協会顧問）、宮本二郎（科学技術庁長官官房長、eco21副会長）、和田裕（防衛庁装備局長、パトリス社長）など。
企業局第一課では特定産業振興臨時措置法案作成に携わり、1971年7月から通産大臣に着任した田中角栄の秘書官になり、知遇を得る。1972年に発表された「日本列島改造論」の政策立案に携わる。1972年に内閣総理大臣になった田中は小長を内閣総理大臣秘書官に抜擢。のちのロッキード事件の頃、岡山大同窓の吉永と小長の微妙な確執があったことも云われている。
のちに大臣官房長、産業政策局長を経て、1984年6月から86年6月まで通商産業事務次官に就いた。地方大学出身者の事務次官就任は初。
退官後は、アラビア石油に入社し、1989年取締役副社長。1991年に取締役社長に。1998年に石油鉱業連盟会長に。
2003年AOCホールディングス取締役会長。2004年AOCホールディングス相談役。2005年経済産業調査会会長。この間、1990年の湾岸危機の際には、日本による自主開発油田であるカフジ油田の操業継続に尽力し、翌年早々の湾岸戦争勃発時には一人の死傷者も出さなずに操業を継続することに貢献し、サウジアラビア政府から評価された。その後、2年間にわたる交渉の末、カフジ油田の権益は2000年に失効するに至った。しかし、クウェートとの権益は、別の形で数年間継続した。2007年AOCホールディングス㈱取締役相談役。2007年2月、弁護士登録。2008年AOCホールディングス参与。同年6月27日、東京急行電鉄（多摩田園都市開発）取締役。2012年同台経済懇話会代表幹事。2019年東急取締役（2022年退任）。
2022年、瑞宝重光章受章。
その他、岡山大学外部評価委員会委員、産業人材研修センター理事長、島田法律事務所客員弁護士、東京理科大学大学院経営学研究科技術経営専攻上席特任教授、日本サウジアラビア協会長、日本クウェート協会長。ソフトウェア工業財団理事長、石油鉱業連盟理事長。旧日本経団連副会長も務めた。